# Vjatjeslav Gorpisjin
Vjatjeslav "Slava" Nikolajevitj Gorpisjin (ryska: Вячеслав Николаевич Горпишин), född 20 januari 1970 i Chișinău, Sovjetunionen (nu Moldavien), är en rysk handbollstränare och tidigare handbollsspelare (vänsternia).
Gorpisjin var bland annat med och tog OS-guld 2000 i Sydney och OS-brons 2004 i Aten.

## Klubbar
Som spelare
- CSKA Moskva (–1995)
- HG Erlangen (1995–2000)
- SG Leutershausen (2000–2003)
- TSG Friesenheim (2003–2004)
- Eintracht Hildesheim (2004–2008)
- HF Springe (2008–2015)

Som tränare
- HF Springe (assisterande, 2015–2023)